# Habanaster
Habanaster is een geslacht van uitgestorven zee-egels uit de familie Micrasteridae.

## Soorten
- Habanaster sanchezi Lambert, 1924 † Laat-Eoceen, Cuba